# Нина (град)
За женското име вижте Нина.
Нѝна (на английски: Nenagh; на ирландски: An tAonach, също Нинах ) е град в централната част на Ирландия, провинция Мънстър. Главен административен център на северната част на графство Типърари. Разположен е около малката едноименна река Нина. Сред архитектурните забележителности на града е замъкът, посторен през 13 век. Има жп гара, открита на 5 октомври 1863 г. Населението му е 7415 души от преброяването през 2006 г. 